# The Offspring/Auszeichnungen für Musikverkäufe

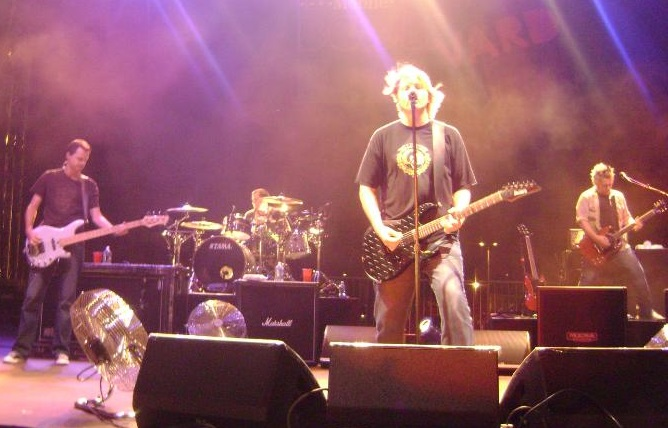
The Offspring (2008)

Dies ist eine Übersicht über die Auszeichnungen für Musikverkäufe der US-amerikanischen Punkband The Offspring. Die Auszeichnungen finden sich nach ihrer Art (Gold, Platin usw.), nach Staaten getrennt in chronologischer Reihenfolge, geordnet sowie nach den Tonträgern selbst, ebenfalls in chronologischer Reihenfolge, getrennt nach Medium (Alben, Singles usw.), wieder.

## Auszeichnungen
| - Frankreich - 1999: für die Single Pretty Fly (for a White Guy) - Vereinigtes Königreich - 2020: für das Album Greatest Hits (Round Hill Records) - 2024: für die Single Original Prankster - Argentinien - 1999: für das Album Americana - Australien - 1995: für die Single Self Esteem - 1997: für die Single Gone Away - 1998: für das Album Ignition - 2001: für das Videoalbum Huck It - 2003: für die Single Hit That - 2008: für das Album Rise and Fall, Rage and Grace - Belgien - 1999: für das Album Americana - 2000: für das Album Conspiracy of One - Brasilien - 2024: für die Single The Kids Aren’t Alright - Dänemark - 2021: für die Single You’re Gonna Go Far, Kid - 2024: für die Single The Kids Aren’t Alright - 2025: für die Single Pretty Fly (for a White Guy) - Deutschland - 1999: für die Single Pretty Fly (for a White Guy) - 1999: für das Album Americana - 2022: für das Album Conspiracy of One - 2023: für die Single You’re Gonna Go Far, Kid - 2024: für das Album Greatest Hits - Europa - 1995: für die Single Self Esteem - Finnland - 1997: für das Album Ixnay on the Hombre - 2000: für das Album Conspiracy of One - Frankreich - 2004: für das Album Splinter - 2005: für das Videoalbum Complete Music Video Collection - 2005: für das Album Greatest Hits - Irland - 2005: für das Album Greatest Hits - Italien - 2017: für die Single Pretty Fly (for a White Guy) - 2018: für die Single You’re Gonna Go Far, Kid - 2022: für das Album Americana - 2023: für die Single Why Don’t You Get a Job? - 2024: für die Single Self Esteem - Japan - 2003: für das Album Splinter - 2008: für das Album Rise and Fall, Rage and Grace - Kanada - 1996: für das Album Ignition - 2005: für das Videoalbum Complete Music Video Collection - Mexiko - 1999: für das Album Americana - Neuseeland - 2004: für das Album Splinter - 2024: für die Single Want You Bad - Niederlande - 1999: für die Single Pretty Fly (for a White Guy) - 1999: für das Album Americana - Norwegen - 1996: für das Album Smash - Österreich - 1995: für das Album Smash - 1999: für die Single Pretty Fly (for a White Guy) - 2001: für das Album Conspiracy of One - Polen - 2022: für die Single You’re Gonna Go Far, Kid - 2022: für die Single The Kids Aren’t Alright - Russland - 2005: für das Album Greatest Hits - 2008: für das Album Rise and Fall, Rage and Grace - Schweden - 1995: für die Single Self Esteem - 1999: für die Single Why Don’t You Get a Job? - Schweiz - 2003: für das Album Splinter - 2005: für das Album Greatest Hits - Spanien - 1997: für das Album Ixnay on the Hombre - 2024: für die Single Self Esteem - 2024: für die Single Pretty Fly (for a White Guy) - 2025: für die Single Why Don’t You Get a Job? - Vereinigte Staaten - 1996: für das Album Ignition - 2004: für das Album Splinter - 2005: für das Videoalbum Complete Music Video Collection - 2023: für das Album Rise and Fall, Rage and Grace - Vereinigtes Königreich - 2013: für das Album Greatest Hits - 2013: für das Album Ixnay on the Hombre - 2023: für das Album Splinter - 2023: für die Single Why Don’t You Get a Job? - 2024: für die Single Want You Bad - 2025: für die Single Self Esteem | - Frankreich - 2000: für das Album Conspiracy of One - Australien - 1995: für die Single Come Out and Play - 2001: für die Single Original Prankster - 2003: für das Album Splinter - 2006: für das Videoalbum Complete Music Video Collection - Belgien - 1995: für das Album Smash - 1999: für die Single Pretty Fly (for a White Guy) - Brasilien - 2000: für das Album Americana - Deutschland - 2025: für die Single The Kids Aren’t Alright - Europa - 2001: für das Album Conspiracy of One - Finnland - 1999: für das Album Americana - Italien - 2019: für die Single The Kids Aren’t Alright - Japan - 1999: für das Album Americana - 2000: für das Album Conspiracy of One - 2002: für das Album Smash - 2003: für das Album Ixnay on the Hombre - 2005: für das Album Greatest Hits - Kanada - 2006: für das Album Greatest Hits - 2009: für das Album Rise and Fall, Rage and Grace - Neuseeland - 1995: für das Album Smash - 2001: für das Album Conspiracy of One - 2005: für das Album Greatest Hits - 2021: für die Single Self Esteem - 2022: für die Single Pretty Fly (for a White Guy) - 2025: für das Album Rise and Fall, Rage and Grace - Norwegen - 1999: für die Single Self Esteem - 2000: für das Album Americana - Österreich - 1999: für das Album Americana - Polen - 1999: für das Album Americana - Schweden - 1995: für das Album Smash - Schweiz - 1999: für das Album Americana - 2001: für das Album Smash - 2002: für das Album Conspiracy of One - Spanien - 1999: für das Album Americana - 2001: für das Album Conspiracy of One - 2024: für die Single The Kids Aren’t Alright - 2024: für die Single You’re Gonna Go Far, Kid - Vereinigte Staaten - 1997: für das Album Ixnay on the Hombre - 2000: für das Album Conspiracy of One - 2021: für die Single The Kids Aren’t Alright - 2021: für die Single You’re Gonna Go Far, Kid - 2022: für das Album Greatest Hits - Vereinigtes Königreich - 1999: für das Album Americana - 2013: für das Album Smash - 2016: für die Single Pretty Fly (for a White Guy) - 2021: für das Album Conspiracy of One - 2023: für die Single The Kids Aren’t Alright - 2024: für die Single You’re Gonna Go Far, Kid | - Australien - 1997: für das Album Ixnay on the Hombre - 1999: für die Single Why Don’t You Get a Job? - 2000: für das Album Conspiracy of One - Europa - 1996: für das Album Smash - 1999: für das Album Americana - Frankreich - 2001: für das Album Americana - Kanada - 1997: für das Album Ixnay on the Hombre - 2007: für das Album Conspiracy of One - Neuseeland - 2023: für die Single You’re Gonna Go Far, Kid - 2024: für die Single The Kids Aren’t Alright - Norwegen - 1999: für die Single Pretty Fly (for a White Guy) - Schweden - 1999: für das Album Americana - Australien - 2015: für das Album Greatest Hits - Neuseeland - 1997: für das Album Ixnay on the Hombre - Schweden - 1999: für die Single Pretty Fly (for a White Guy) - Australien - 1997: für das Album Smash - 1999: für die Single Pretty Fly (for a White Guy) - Australien - 1999: für das Album Americana - Neuseeland - 1999: für das Album Americana - Vereinigte Staaten - 2005: für das Album Americana - Kanada - 1996: für das Album Smash - Vereinigte Staaten - 2000: für das Album Smash - Kanada - 1999: für das Album Americana |

## Auszeichnungen nach Alben

### Ignition
| Land/Region               | Auszeichnungen für Musikverkäufe (Land/Region, Auszeichnung, Verkäufe) | Verkäufe |
| ------------------------- | ---------------------------------------------------------------------- | -------- |
| Australien (ARIA)         | Gold                                                                   | 35.000   |
| Kanada (MC)               | Gold                                                                   | 50.000   |
| Vereinigte Staaten (RIAA) | Gold                                                                   | 500.000  |
| Insgesamt                 | 3× Gold ·                                                              | 585.000  |

### Smash
| Land/Region                  | Auszeichnungen für Musikverkäufe (Land/Region, Auszeichnung, Verkäufe) | Verkäufe  |
| ---------------------------- | ---------------------------------------------------------------------- | --------- |
| Australien (ARIA)            | 4× Platin                                                              | 280.000   |
| Belgien (BRMA)               | Platin                                                                 | (50.000)  |
| Europa (IFPI)                | 2× Platin                                                              | 2.000.000 |
| Finnland (IFPI)              | —                                                                      | (74.500)  |
| Japan (RIAJ)                 | Platin                                                                 | 200.000   |
| Kanada (MC)                  | 6× Platin                                                              | 600.000   |
| Neuseeland (RMNZ)            | Platin                                                                 | 15.000    |
| Norwegen (IFPI)              | Gold                                                                   | (25.000)  |
| Österreich (IFPI)            | Gold                                                                   | (25.000)  |
| Schweden (IFPI)              | Platin                                                                 | (100.000) |
| Schweiz (IFPI)               | Platin                                                                 | (50.000)  |
| Vereinigte Staaten (RIAA)    | 6× Platin                                                              | 6.000.000 |
| Vereinigtes Königreich (BPI) | Platin                                                                 | (300.000) |
| Insgesamt                    | 2× Gold · 24× Platin ·                                                 | 9.095.000 |

### Ixnay on the Hombre
| Land/Region                  | Auszeichnungen für Musikverkäufe (Land/Region, Auszeichnung, Verkäufe) | Verkäufe  |
| ---------------------------- | ---------------------------------------------------------------------- | --------- |
| Australien (ARIA)            | 2× Platin                                                              | 140.000   |
| Finnland (IFPI)              | Gold                                                                   | 26.511    |
| Japan (RIAJ)                 | Platin                                                                 | 200.000   |
| Kanada (MC)                  | 2× Platin                                                              | 200.000   |
| Neuseeland (RMNZ)            | 3× Platin                                                              | 30.000    |
| Spanien (Promusicae)         | Gold                                                                   | 50.000    |
| Vereinigte Staaten (RIAA)    | Platin                                                                 | 1.000.000 |
| Vereinigtes Königreich (BPI) | Gold                                                                   | 100.000   |
| Insgesamt                    | 3× Gold · 9× Platin ·                                                  | 1.746.511 |

### Americana
| Land/Region                  | Auszeichnungen für Musikverkäufe (Land/Region, Auszeichnung, Verkäufe) | Verkäufe  |
| ---------------------------- | ---------------------------------------------------------------------- | --------- |
| Argentinien (CAPIF)          | Gold                                                                   | 30.000    |
| Australien (ARIA)            | 5× Platin                                                              | 350.000   |
| Belgien (BRMA)               | Gold                                                                   | (25.000)  |
| Brasilien (PMB)              | Platin                                                                 | 250.000   |
| Deutschland (BVMI)           | Gold                                                                   | (250.000) |
| Europa (IFPI)                | 2× Platin                                                              | 2.000.000 |
| Finnland (IFPI)              | Platin                                                                 | (52.798)  |
| Frankreich (SNEP)            | 2× Platin                                                              | (600.000) |
| Italien (FIMI)               | Gold                                                                   | (25.000)  |
| Japan (RIAJ)                 | Platin                                                                 | 200.000   |
| Kanada (MC)                  | 8× Platin                                                              | 800.000   |
| Mexiko (AMPROFON)            | Gold                                                                   | 100.000   |
| Neuseeland (RMNZ)            | 5× Platin                                                              | 75.000    |
| Niederlande (NVPI)           | Gold                                                                   | (50.000)  |
| Norwegen (IFPI)              | Platin                                                                 | (50.000)  |
| Österreich (IFPI)            | Platin                                                                 | (50.000)  |
| Polen (ZPAV)                 | Platin                                                                 | (100.000) |
| Schweden (IFPI)              | 2× Platin                                                              | (200.000) |
| Schweiz (IFPI)               | Platin                                                                 | (50.000)  |
| Spanien (Promusicae)         | Platin                                                                 | (100.000) |
| Vereinigte Staaten (RIAA)    | 5× Platin                                                              | 5.000.000 |
| Vereinigtes Königreich (BPI) | Platin                                                                 | (300.000) |
| Insgesamt                    | 6× Gold · 38× Platin ·                                                 | 8.805.000 |

### Conspiracy of One
| Land/Region                  | Auszeichnungen für Musikverkäufe (Land/Region, Auszeichnung, Verkäufe) | Verkäufe  |
| ---------------------------- | ---------------------------------------------------------------------- | --------- |
| Australien (ARIA)            | 2× Platin                                                              | 140.000   |
| Belgien (BRMA)               | Gold                                                                   | (25.000)  |
| Deutschland (BVMI)           | Gold                                                                   | (150.000) |
| Europa (IFPI)                | Platin                                                                 | 1.000.000 |
| Finnland (IFPI)              | Gold                                                                   | (29.330)  |
| Frankreich (SNEP)            | 2× Gold                                                                | (200.000) |
| Japan (RIAJ)                 | Platin                                                                 | 200.000   |
| Kanada (MC)                  | 2× Platin                                                              | 200.000   |
| Neuseeland (RMNZ)            | Platin                                                                 | 15.000    |
| Österreich (IFPI)            | Gold                                                                   | (25.000)  |
| Schweiz (IFPI)               | Platin                                                                 | (50.000)  |
| Spanien (Promusicae)         | Platin                                                                 | (100.000) |
| Vereinigte Staaten (RIAA)    | Platin                                                                 | 1.000.000 |
| Vereinigtes Königreich (BPI) | Platin                                                                 | (300.000) |
| Insgesamt                    | 6× Gold · 11× Platin ·                                                 | 2.555.000 |

### Splinter
| Land/Region                  | Auszeichnungen für Musikverkäufe (Land/Region, Auszeichnung, Verkäufe) | Verkäufe |
| ---------------------------- | ---------------------------------------------------------------------- | -------- |
| Australien (ARIA)            | Platin                                                                 | 70.000   |
| Frankreich (SNEP)            | Gold                                                                   | 100.000  |
| Japan (RIAJ)                 | Gold                                                                   | 100.000  |
| Neuseeland (RMNZ)            | Gold                                                                   | 7.500    |
| Schweiz (IFPI)               | Gold                                                                   | 20.000   |
| Vereinigte Staaten (RIAA)    | Gold                                                                   | 500.000  |
| Vereinigtes Königreich (BPI) | Gold                                                                   | 100.000  |
| Insgesamt                    | 6× Gold · 1× Platin ·                                                  | 897.500  |

### Greatest Hits
| Land/Region                  | Auszeichnungen für Musikverkäufe (Land/Region, Auszeichnung, Verkäufe) | Verkäufe  |
| ---------------------------- | ---------------------------------------------------------------------- | --------- |
| Australien (ARIA)            | 3× Platin                                                              | 210.000   |
| Deutschland (BVMI)           | Gold                                                                   | 100.000   |
| Finnland (IFPI)              | —                                                                      | 14.310    |
| Frankreich (SNEP)            | Gold                                                                   | 100.000   |
| Irland (IRMA)                | Gold                                                                   | 7.500     |
| Japan (RIAJ)                 | Platin                                                                 | 250.000   |
| Kanada (MC)                  | Platin                                                                 | 100.000   |
| Neuseeland (RMNZ)            | Platin                                                                 | 15.000    |
| Russland (NFPF)              | Gold                                                                   | 10.000    |
| Schweiz (IFPI)               | Gold                                                                   | 15.000    |
| Vereinigte Staaten (RIAA)    | Platin                                                                 | 1.000.000 |
| Vereinigtes Königreich (BPI) | Gold                                                                   | 100.000   |
| Insgesamt                    | 6× Gold · 7× Platin ·                                                  | 1.931.810 |

### Rise and Fall, Rage and Grace
| Land/Region               | Auszeichnungen für Musikverkäufe (Land/Region, Auszeichnung, Verkäufe) | Verkäufe |
| ------------------------- | ---------------------------------------------------------------------- | -------- |
| Australien (ARIA)         | Gold                                                                   | 35.000   |
| Japan (RIAJ)              | Gold                                                                   | 100.000  |
| Kanada (MC)               | Platin                                                                 | 80.000   |
| Neuseeland (RMNZ)         | Platin                                                                 | 15.000   |
| Russland (NFPF)           | Gold                                                                   | 10.000   |
| Vereinigte Staaten (RIAA) | Gold                                                                   | 500.000  |
| Insgesamt                 | 5× Gold · 2× Platin ·                                                  | 740.000  |

### Greatest Hits (Round Hill Records)
| Land/Region                  | Auszeichnungen für Musikverkäufe (Land/Region, Auszeichnung, Verkäufe) | Verkäufe |
| ---------------------------- | ---------------------------------------------------------------------- | -------- |
| Vereinigtes Königreich (BPI) | Silber                                                                 | 60.000   |
| Insgesamt                    | 1× Silber ·                                                            | 60.000   |

## Auszeichnungen nach Singles

### Come Out and Play
| Land/Region       | Auszeichnungen für Musikverkäufe (Land/Region, Auszeichnung, Verkäufe) | Verkäufe |
| ----------------- | ---------------------------------------------------------------------- | -------- |
| Australien (ARIA) | Platin                                                                 | 70.000   |
| Insgesamt         | 1× Platin ·                                                            | 70.000   |

### Self Esteem
| Land/Region                  | Auszeichnungen für Musikverkäufe (Land/Region, Auszeichnung, Verkäufe) | Verkäufe  |
| ---------------------------- | ---------------------------------------------------------------------- | --------- |
| Australien (ARIA)            | Gold                                                                   | 35.000    |
| Europa (IFPI)                | Gold                                                                   | (500.000) |
| Italien (FIMI)               | Gold                                                                   | 50.000    |
| Neuseeland (RMNZ)            | Platin                                                                 | 30.000    |
| Norwegen (IFPI)              | Platin                                                                 | 20.000    |
| Schweden (IFPI)              | Gold                                                                   | 25.000    |
| Spanien (Promusicae)         | Gold                                                                   | 30.000    |
| Vereinigtes Königreich (BPI) | Gold                                                                   | 400.000   |
| Insgesamt                    | 6× Gold · 2× Platin ·                                                  | 590.000   |

### Gone Away
| Land/Region       | Auszeichnungen für Musikverkäufe (Land/Region, Auszeichnung, Verkäufe) | Verkäufe |
| ----------------- | ---------------------------------------------------------------------- | -------- |
| Australien (ARIA) | Gold                                                                   | 35.000   |
| Insgesamt         | 1× Gold ·                                                              | 35.000   |

### Pretty Fly (for a White Guy)
| Land/Region                  | Auszeichnungen für Musikverkäufe (Land/Region, Auszeichnung, Verkäufe) | Verkäufe  |
| ---------------------------- | ---------------------------------------------------------------------- | --------- |
| Australien (ARIA)            | 4× Platin                                                              | 280.000   |
| Belgien (BRMA)               | Platin                                                                 | 50.000    |
| Dänemark (IFPI)              | Gold                                                                   | 45.000    |
| Deutschland (BVMI)           | Gold                                                                   | 250.000   |
| Frankreich (SNEP)            | Silber                                                                 | 125.000   |
| Italien (FIMI)               | Gold                                                                   | 25.000    |
| Neuseeland (RMNZ)            | Platin                                                                 | 30.000    |
| Niederlande (NVPI)           | Gold                                                                   | 50.000    |
| Norwegen (IFPI)              | 2× Platin                                                              | 40.000    |
| Österreich (IFPI)            | Gold                                                                   | 25.000    |
| Schweden (IFPI)              | 3× Platin                                                              | 90.000    |
| Spanien (Promusicae)         | Gold                                                                   | 30.000    |
| Vereinigtes Königreich (BPI) | Platin                                                                 | 600.000   |
| Insgesamt                    | 1× Silber · 5× Gold · 12× Platin ·                                     | 1.640.000 |

### Why Don’t You Get a Job?
| Land/Region                  | Auszeichnungen für Musikverkäufe (Land/Region, Auszeichnung, Verkäufe) | Verkäufe |
| ---------------------------- | ---------------------------------------------------------------------- | -------- |
| Australien (ARIA)            | 2× Platin                                                              | 140.000  |
| Italien (FIMI)               | Gold                                                                   | 50.000   |
| Schweden (IFPI)              | Gold                                                                   | 15.000   |
| Spanien (Promusicae)         | Gold                                                                   | 30.000   |
| Vereinigtes Königreich (BPI) | Gold                                                                   | 400.000  |
| Insgesamt                    | 4× Gold · 2× Platin ·                                                  | 635.000  |

### The Kids Aren’t Alright
| Land/Region                  | Auszeichnungen für Musikverkäufe (Land/Region, Auszeichnung, Verkäufe) | Verkäufe  |
| ---------------------------- | ---------------------------------------------------------------------- | --------- |
| Brasilien (PMB)              | Gold                                                                   | 30.000    |
| Dänemark (IFPI)              | Gold                                                                   | 45.000    |
| Deutschland (BVMI)           | Platin                                                                 | 600.000   |
| Italien (FIMI)               | Platin                                                                 | 50.000    |
| Neuseeland (RMNZ)            | 2× Platin                                                              | 60.000    |
| Polen (ZPAV)                 | Gold                                                                   | 25.000    |
| Spanien (Promusicae)         | Platin                                                                 | 60.000    |
| Vereinigte Staaten (RIAA)    | Platin                                                                 | 1.000.000 |
| Vereinigtes Königreich (BPI) | Platin                                                                 | 600.000   |
| Insgesamt                    | 3× Gold · 7× Platin ·                                                  | 2.470.000 |

### Original Prankster
| Land/Region                  | Auszeichnungen für Musikverkäufe (Land/Region, Auszeichnung, Verkäufe) | Verkäufe |
| ---------------------------- | ---------------------------------------------------------------------- | -------- |
| Australien (ARIA)            | Platin                                                                 | 70.000   |
| Vereinigtes Königreich (BPI) | Silber                                                                 | 200.000  |
| Insgesamt                    | 1× Silber · 1× Platin ·                                                | 270.000  |

### Want You Bad
| Land/Region                  | Auszeichnungen für Musikverkäufe (Land/Region, Auszeichnung, Verkäufe) | Verkäufe |
| ---------------------------- | ---------------------------------------------------------------------- | -------- |
| Neuseeland (RMNZ)            | Gold                                                                   | 15.000   |
| Vereinigtes Königreich (BPI) | Gold                                                                   | 400.000  |
| Insgesamt                    | 2× Gold ·                                                              | 415.000  |

### Hit That
| Land/Region       | Auszeichnungen für Musikverkäufe (Land/Region, Auszeichnung, Verkäufe) | Verkäufe |
| ----------------- | ---------------------------------------------------------------------- | -------- |
| Australien (ARIA) | Gold                                                                   | 35.000   |
| Insgesamt         | 1× Gold ·                                                              | 35.000   |

### You’re Gonna Go Far, Kid
| Land/Region                  | Auszeichnungen für Musikverkäufe (Land/Region, Auszeichnung, Verkäufe) | Verkäufe  |
| ---------------------------- | ---------------------------------------------------------------------- | --------- |
| Dänemark (IFPI)              | Gold                                                                   | 45.000    |
| Deutschland (BVMI)           | Gold                                                                   | 150.000   |
| Italien (FIMI)               | Gold                                                                   | 25.000    |
| Neuseeland (RMNZ)            | 2× Platin                                                              | 60.000    |
| Polen (ZPAV)                 | Gold                                                                   | 25.000    |
| Spanien (Promusicae)         | Platin                                                                 | 60.000    |
| Vereinigte Staaten (RIAA)    | Platin                                                                 | 1.000.000 |
| Vereinigtes Königreich (BPI) | Platin                                                                 | 600.000   |
| Insgesamt                    | 4× Gold · 5× Platin ·                                                  | 1.965.000 |

## Auszeichnungen nach Videoalben

### Huck It
| Land/Region       | Auszeichnungen für Musikverkäufe (Land/Region, Auszeichnung, Verkäufe) | Verkäufe |
| ----------------- | ---------------------------------------------------------------------- | -------- |
| Australien (ARIA) | Gold                                                                   | 7.500    |
| Insgesamt         | 1× Gold ·                                                              | 7.500    |

### Complete Music Video Collection
| Land/Region               | Auszeichnungen für Musikverkäufe (Land/Region, Auszeichnung, Verkäufe) | Verkäufe |
| ------------------------- | ---------------------------------------------------------------------- | -------- |
| Australien (ARIA)         | Platin                                                                 | 15.000   |
| Frankreich (SNEP)         | Gold                                                                   | 10.000   |
| Kanada (MC)               | Gold                                                                   | 5.000    |
| Vereinigte Staaten (RIAA) | Gold                                                                   | 50.000   |
| Insgesamt                 | 3× Gold · 1× Platin ·                                                  | 80.000   |

## Statistik und Quellen
| Land/RegionAuszeichnungen für Musikverkäufe (Land/Region, Auszeichnungen, Verkäufe, Quellen) | Silber     | Gold       | Platin         | Verkäufe    | Quellen                                                    |
| -------------------------------------------------------------------------------------------- | ---------- | ---------- | -------------- | ----------- | ---------------------------------------------------------- |
| Argentinien (CAPIF)                                                                          | —          | Gold1      | —              | 30.000      | capif.org.ar                                               |
| Australien (ARIA)                                                                            | —          | 6× Gold6   | 26× Platin26   | 1.947.500   | aria.com.au                                                |
| Belgien (BRMA)                                                                               | —          | 2× Gold2   | 2× Platin2     | 150.000     | ultratop.be                                                |
| Brasilien (PMB)                                                                              | —          | Gold1      | Platin1        | 280.000     | pro-musicabr.org.br                                        |
| Dänemark (IFPI)                                                                              | —          | 3× Gold3   | —              | 135.000     | ifpi.dk                                                    |
| Deutschland (BVMI)                                                                           | —          | 5× Gold5   | Platin1        | 1.600.000   | musikindustrie.de                                          |
| Europa (IFPI)                                                                                | —          | Gold1      | 5× Platin5     | (5.500.000) | ifpi.org (Memento vom 1. Januar 2014 im Internet Archive)  |
| Finnland (IFPI)                                                                              | —          | 2× Gold2   | Platin1        | 197.449     | ifpi.fi                                                    |
| Frankreich (SNEP)                                                                            | Silber1    | 5× Gold5   | 2× Platin2     | 1.135.000   | infodisc.fr snepmusique.com                                |
| Irland (IRMA)                                                                                | —          | Gold1      | —              | 7.500       | irishcharts.ie                                             |
| Italien (FIMI)                                                                               | —          | 5× Gold5   | Platin1        | 225.000     | fimi.it                                                    |
| Japan (RIAJ)                                                                                 | —          | 2× Gold2   | 5× Platin5     | 1.250.000   | riaj.or.jp                                                 |
| Kanada (MC)                                                                                  | —          | 2× Gold2   | 20× Platin20   | 2.035.000   | musiccanada.com                                            |
| Mexiko (AMPROFON)                                                                            | —          | Gold1      | —              | 100.000     | amprofon.com.mx                                            |
| Neuseeland (RMNZ)                                                                            | —          | 2× Gold2   | 18× Platin18   | 367.500     | aotearoamusiccharts.co.nz NZ2 NZ3                          |
| Niederlande (NVPI)                                                                           | —          | 2× Gold2   | —              | 100.000     | nvpi.nl                                                    |
| Norwegen (IFPI)                                                                              | —          | Gold1      | 4× Platin4     | 195.000     | ifpi.no (Memento vom 5. November 2012 im Internet Archive) |
| Österreich (IFPI)                                                                            | —          | 3× Gold3   | Platin1        | 125.000     | ifpi.at                                                    |
| Polen (ZPAV)                                                                                 | —          | 2× Gold2   | Platin1        | 150.000     | olis.pl                                                    |
| Russland (NFPF)                                                                              | —          | 2× Gold2   | —              | 20.000      | 2m-online.ru                                               |
| Schweden (IFPI)                                                                              | —          | 2× Gold2   | 6× Platin6     | 430.000     | sverigetopplistan.se                                       |
| Schweiz (IFPI)                                                                               | —          | 2× Gold2   | 3× Platin3     | 185.000     | hitparade.ch                                               |
| Spanien (Promusicae)                                                                         | —          | 4× Gold4   | 4× Platin4     | 460.000     |                                                            |
| Vereinigte Staaten (RIAA)                                                                    | —          | 4× Gold4   | 16× Platin16   | 17.550.000  | riaa.com                                                   |
| Vereinigtes Königreich (BPI)                                                                 | 3× Silber3 | 6× Gold6   | 5× Platin5     | 4.220.000   | bpi.co.uk                                                  |
| Insgesamt                                                                                    | 4× Silber4 | 67× Gold67 | 122× Platin122 |             |                                                            |